# Paul Hans Tobler
Paul Hans Tobler (* 11. April 1923 in St. Gallen; heimatberechtigt in St. Gallen; † 28. Februar 2023) war ein Schweizer Schlosser, Metallbauer und Industrieunternehmer.

## Leben
Paul Hans Tobler war ein Sohn von Paul Tobler, Besitzer der 1836 gegründeten Schlosserei Traugott Tobler & Sohn und Luise Engler. Im Jahr 1949 heiratete er Alice Giger, Tochter des Emil Giger. Er absolvierte eine Schlosserlehre in Bern. 1941 trat er in die väterliche Schlosserei ein. 1946 wandelte er die Firma in die Kommanditgesellschaft Paul Tobler & Compagnie um. Von 1946 bis 1982 war er Alleininhaber der Firma. 1957 initiierte er einen Neubau in St. Gallen-Winkeln sowie Erweiterungen in den Jahren 1960 und 1974. Er förderte St. Gallen-Winkeln als Industriestandort. 1980 zog er sich aus dem operativen Geschäft zurück. Tobler entwickelte die Bauschlosserei zu einem Industrieunternehmen. Die Firma wurde 1991 in die Tobler Stahlbau AG und die Tobler Metallbau AG aufgeteilt. 2006 wurde die Tobler Stahlbau AG in Tobler Elementa AG umbenannt. 
Andreas Tobler führt die Firma in fünfter Generation. 